# Marengo (Alessandria)
Marengo (deutsch veraltet: Mähringen)  ist ein Ortsteil der Stadt Alessandria in der italienischen Provinz Alessandria im Dreieck Turin-Genua-Mailand. Der Ort liegt 5 km südöstlich von Alessandria an der Straße nach Novi Ligure in einer sumpfigen Gegend, am Fluss Bormida. Er zählte 1881 2127 Einwohner, 2011 waren es 7254.

## Geschichte
Marengo wurde bekannt durch die Schlacht bei Marengo, als am 14. Juni 1800 die Franzosen unter Bonaparte über die Österreicher unter Melas einen Sieg erkämpften.
Napoleon Bonaparte benannte sein Pferd später nach dem Ort der Schlacht. Auch das Huhn Marengo hat hier seinen Ursprung.
Im Jahr 1928 wurde der römische Schatz von Marengo bei der Ortschaft gefunden.
2022 stellten RTBF-Investigativjournalisten am Standort des Chemieunternehmens Solvay in Spinetta Marengo eine Exposition von Arbeitern und Anwohnern gegen über PFAS sowie die Kontamination der Umgebung mit diesen Stoffen fest.